# بریس (نمین)
خطا: پارامتر زمینه ارائه نشده‌است. برای پیغام «دیگر کاربردها» از الگوی {{دیگر کاربردها}} استفاده کنید. (راهنما).
بریس روستایی است که در استان اردبیل، شهرستان نمین، بخش ویلکیج، دهستان ویلکیج مرکزی قرار دارد.

## جمعیت
بر اساس سرشماری سال ۱۳۹۰ جمعیت این روستا ۱۲۶۲ نفر با ۳۲۰ خانوار بوده‌است.

## آثار تاریخی
از آثار تاریخی این روستا می‌توان به تپه بریس و گورستان روستا اشاره کرد. همچنین در منطقه ای به نام خردالخ سنگ‌های دست‌ساز وجود دارد که نشانگر حیات در هفت هزار سال پیش توسط انسان‌های با فرهنگ دلمن هستند. انسان‌های دلمنی به حیات بعد از مرگ اعتقاد داشتند و برا همین منظور هنگام مرگ اسباب و اثاثیه قیمتی خود را باهم دفن می‌کردند